# Dylan Groenewegen
Dylan Groenewegen (n. 21 iunie 1993, Amsterdam, Țările de Jos) este un ciclist neerlandez, care în prezent concurează pentru Team BikeExchange–Jayco, echipă licențiată UCI WorldTeam. A câștigat patru etape individuale în Turul Franței și o etapă de contratimp pe echipe. De asemenea, a câștigat campionatul național neerlandez de curse pe șosea, cinci etape din Turul Norvegiei, cinci etape din Turul Marii Britanii și trei etape din Paris-Nisa. În 2020, Groenewegen a primit o atenție specială pentru că a provocat o căzătură gravă în Turul Poloniei, în urma căreia Fabio Jakobsen a ajuns în spital, și pentru care Groenewegen a primit o interdicție de a mai participa în curse de nouă luni.

## Rezultate în Marile Tururi

### Turul Italiei
1 participare
- 2021: nu a terminat competiția

### Turul Franței
7 participări
- 2016: locul 160
- 2017: locul 156, câștigător al etapei a 21-a
- 2018: nu a terminat competiția, câștigător al etapelor a 7-a și a 8-a
- 2019: locul 145, câștigător al etapelor a 2-a și a 7-a
- 2022: locul 117, câștigător al etapei a 3-a
- 2023: locul 137
- 2024: câștigător al etapei a 6-a